# 马丁·里奥斯
马丁·里奥斯（西班牙語：Martin Rios，1981年5月24日—），瑞士男子冰壶运动员。他曾代表瑞士参加2018年和2022年冬季奥林匹克运动会冰壶比赛，其中2018年冬季奥运会联同燕妮·佩雷特获得混合双人银牌。